# 南海舰队军史馆
南海舰队军史馆，位于广东省湛江市，隶属中国人民解放军南部战区海军，是介绍南部战区海军（南海舰队）历史的展馆。

## 历史
南海舰队（今南部战区海军）的前身是广东军区江防司令部，于1949年12月15日在广州成立，1964年7月迁至湛江。
2012年6月28日，南海舰队军史馆举行开馆仪式，仪式由广州军区副司令员兼南海舰队司令员蒋伟烈主持，广州军区副政治委员兼南海舰队政治委员黄嘉祥讲话，中共湛江市委书记、湛江市人大常委会主任刘小华，南海舰队原司令员高振家、八·六海战一等功臣徐寿祺致词。蒋伟烈、黄嘉祥和舰队老首长高振家、康富泉、邬华扬、赵英富、顾文根等人为南海舰队军史馆揭牌，蒋伟烈、黄嘉祥和中共湛江市委刘小华、湛江市市长王中丙为爱国主义教育基地揭牌。
2013年10月，首届湛江海洋周活动之一，南海舰队军舰和军史馆开放周活动举行，吸引大批游客前来南海舰队军史馆参观。此后每年南海舰队都举办军舰和军史馆开放周活动。
2016年5月，南海舰队军史馆被中国博物馆协会评为2015年度“全国博物馆十大陈列展览精品奖”。

## 展览
南海舰队军史馆的占地面积4500平方米，分为两层楼布展。南海舰队军史馆内，首先是展现南海舰队发展史的序厅和“光辉历程”主题厅。1950年代初，南海舰队参加海南岛战役、内伶仃岛战斗和封锁珠江口等海战317次。在万山海战中，南海舰队官兵创造出“小艇打大舰”、“跳帮抓俘虏”。1965年八·六海战中，南海舰队击沉国民党“剑门”舰、“章江”舰，涌现出“海上英雄艇”、“英雄快艇”以及著名战斗英雄麦贤得。援越抗美期间，南海舰队派出高炮部队、船运大队援越作战。1974年西沙海战，南海舰队击沉南越护卫舰1艘，击伤南越驱逐舰3艘，毙伤敌100多人，俘敌49人，收复被南越侵占的永乐群岛全部岛屿。1988年，南海舰队在南沙群岛永暑礁建立海洋观通站，并迎击来犯的越南军队，在赤瓜礁海战中击沉敌舰1艘，击伤2艘，俘敌9人。
在南海舰队军史馆筹建过程中，南海舰队派人先后到40余个师旅团及中国8省18市，采访160余位老首长和亲历人，拍摄采访视频300小时，收集实物1000余件、照片15000余幅。其中有万山海战功勋艇“奋斗”号模型、战斗英雄麦贤得所在艇的炮瞄器、舵轮、锚链等，西沙海战舰艇上的火炮维修工具等。南海舰队军史馆还编纂了《南海舰队历史大事回顾》、《南海舰队特有战斗精神》、《南海舰队海战英模》等图书。